# Геліотроп зрадливий
Геліотроп зрадливий (Heliotropium dolosum) — вид рослин з родини шорстколистих (Boraginaceae), поширений у південній Європі та західній Азії.

## Опис
Однорічна рослина 10–12 см. Віночок 5–6 мм завдовжки. Горішки майже повністю гладенькі, розсіяно коротко-волосисті. Рильця на стовпчику 1.65–2 мм довжиною.

## Поширення
Поширений у південній Європі (Італія [у т. ч. Сицилія], Македонія, Болгарія, Греція [у т. ч. Кіклади, Крит, Східно-Егейські острови, Родос], Румунія, Молдова, Україна) та західній Азії (Туреччина, Кіпр, Вірменія, Грузія, Саудівська, Аравія, Сирія, Іран).
В Україні вид зростає на приморських пісках, берегах лиманів — у півд. ч. Степу і Криму, нерідко; в Лісостепу лише як занесена (околиці Харкова).